# A nyugodt város
A nyugodt város (eredeti címe: La ville est tranquille) 2000-ben bemutatott francia filmdráma Robert Guédiguian rendezésében. A forgatókönyvet Guédiguian és Jean-Louis Milesi készítették. A produkció főbb szerepeiben Ariane Ascaride és Jean-Pierre Darroussin. 2000. augusztus 30-án mutatták be a Velencei Nemzetközi Filmfesztiválon, ahol egy díjra jelölték. Franciaországban 2001. január 17-től volt megtekinthető, Belgiumban februárban jelent meg először. Magyarországon 2003. október 9-től vetítették a mozikban. A filmet a 2001-es Európai Filmdíjgálán három díjra jelölték, amelyből az Európai Kritikusok díját tudhatta a magáénak.

## Történet
A 2000-es években követjük nyomon több marseille-i lakos történetét. Michèle egy halpiaci munkás, aki elindult, hogy megmentse drogfüggő lányát. Paul elárulja sztrájkoló dokkmunkás barátait, hogy taxisofőr lehessen. Viviane Froment zenész, aki nem bírja tovább elviselni a férje által képviselt baloldali realistát. Abderamane, akit a börtön változtatott meg, segíteni akar testvéreinek. Claude a szélsőjobboldali militánsokhoz kötődik. Gérard viszonya a halálhoz, a saját és mások halálához, rejtélyes. Paul szülei nyugdíjasok, és soha többé nem fognak szavazni. Ameline emlékeztetni akarja az embereket az egyistenhit előtti eredetükre. Sarkis harcol álmai zongorájáért. 
A lakosok története egymásba fonódik, és amely a növekvő jelentéktelenség és zűrzavar ellenére arról tanúskodik, hogy a város nem csendes.

## Szereplők
| Szerep          | Színész                | Magyar hangja  |
| --------------- | ---------------------- | -------------- |
| Michèle         | Ariane Ascaride        | Borbás Gabi    |
| Paul            | Jean-Pierre Darroussin | Háda János     |
| Gérard          | Gérard Meylan          | Barbinek Péter |
| Paul apja       | Jacques Boudet         | Fülöp Zsigmond |
| Viviane Froment | Christine Brücher      | Fehér Anna     |
| Yves Froment    | Jacques Pieiller       | Kertész Péter  |
| Paul anyja      | Pascale Roberts        | Pap Éva        |
| Fiona           | Julie-Marie Parmentier | Solecki Janka  |
| Claude          | Pierre Banderet        | Trokán Péter   |
| Abderramane     | Alexandre Ogou         | Nagy Ervin     |
| Ameline         | Véronique Balme        | Major Melinda  |
| René            | Philippe Leroy         | Kristóf Tibor  |

## Fogadtatás

### Kritikai visszhang
A film pozitív reakciókat váltott ki a kritikusokból. A Rotten Tomatoeson 71%-os minősítést ért el 35 értékelés alapján, az összefoglaló szerint: „A nyugodt város nem könnyű film, de végül kifizetődő, amely a tragédia által beárnyékolt egyéni életekben talál egyetemes igazságokat.” Kenneth Turan a Los Angeles Timestól azt írta: „Ez egy könyörtelen film, kompromisszumok nélkül mutatja meg, amit megmutat nekünk.” Andrew Sarris az Observertől azt írta: „A nyugati világ számos kortárs problémája ... felejthetetlenül emberi arcot kap.” Mark Caro a Chicago Tribune-től azt írta: „Minden látszólagos természetesség ellenére Guediguian komor víziója túlságosan kiszámítottnak tűnik.”
A Metacritic 65 pontot kapott a 100-ból 16 vélemény alapján. Stephen Holden a New York Timestól azt írta: „Az embernek egy olyan benyomása marad, amely annyira tele van élettel, hogy szinte szétrobban a varratoktól.” J. Hoberman a Village Voice-tól azt írta: „A görög tragédia és Janis Joplin utolsó pillanatban történő kombinációja olyan őszintén megdöbbentő, hogy ha a filmet egyharmaddal lerövidítették volna, talán mindent megfordított volna.” Sean Axmaker a Seattle Post-Intelligencertől azt írta: „A tapogatózó szereplők rájönnek, hogy a túlélés nem csupán gazdasági kérdés, hanem a remény kérdése is.”

### Bevétel adatai
A Box Office Mojo szerint a film 66 ezer dolláros bevételt ért el, a költségvetésről nincs adat.

## Fontosabb díjak és jelölések
| Esemény                                   | Díj                                    | Kategória                                   | Eredmény |
| ----------------------------------------- | -------------------------------------- | ------------------------------------------- | -------- |
| 2001-es Európai Filmdíjgála               | Európai Filmdíj                        | Legjobb európai színésznő – Ariane Ascaride | Jelölve  |
| 2001-es Európai Filmdíjgála               | Európai Filmdíj                        | Legjobb forgatókönyvíró                     | Jelölve  |
| 2001-es Európai Filmdíjgála               | Európai kritikusok díja – FIPRESCI-díj | Európai kritikusok díja – FIPRESCI-díj      | Elnyerte |
| 2000-es Velencei Nemzetközi Filmfesztivál | Év Oroszlán díja                       | Cinema of the Present                       | Jelölve  |